# Partecipanti al Giro di Romandia 2025
Elenco dei partecipanti al Giro di Romandia 2025.
Il Giro di Romandia 2025 è stato la settantottesima edizione della corsa. Alla competizione presero parte 20 squadre: le 18 iscritte all'UCI World Tour 2025 e 2 UCI ProTeam. 
Ciascuna delle squadre è composta da 7 ciclisti, per un totale di 140 accreditati alla partenza, di cui solo 108 sono hanno portato a termine la corsa.

## Corridori per squadra
| Ineos Grenadiers       | Ineos Grenadiers       | Ineos Grenadiers       | UAE Team Emirates XRG   | UAE Team Emirates XRG   | UAE Team Emirates XRG   | Soudal Quick-Step          | Soudal Quick-Step          | Soudal Quick-Step          |
| ---------------------- | ---------------------- | ---------------------- | ----------------------- | ----------------------- | ----------------------- | -------------------------- | -------------------------- | -------------------------- |
| Nº                     | Ciclista               | Clas.                  | Nº                      | Ciclista                | Clas.                   | Nº                         | Ciclista                   | Clas.                      |
| 1                      | Carlos Rodríguez       | 6º                     | 11                      | João Almeida            | 1º                      | 21                         | Remco Evenepoel            | 5º                         |
| 2                      | Victor Langellotti     | 42º                    | 12                      | Ivo Oliveira            | 66º                     | 22                         | Josef Černý                | 85º                        |
| 3                      | Michael Leonard        | 59º                    | 13                      | Jan Christen            | R 2ª                    | 23                         | Pascal Eenkhoorn           | 89º                        |
| 4                      | Artem Shmidt           | R 2ª                   | 14                      | Felix Großschartner     | 68º                     | 24                         | Junior Lecerf              | 8º                         |
| 5                      | Ben Swift              | 55º                    | 15                      | Rune Herregodts         | R 4ª                    | 25                         | Casper Pedersen            | 95º                        |
| 6                      | Geraint Thomas         | 28º                    | 16                      | Pablo Torres            | 23º                     | 26                         | Pieter Serry               | 64º                        |
| 7                      | Samuel Watson          | R 4ª                   | 17                      | Jay Vine                | 3º                      | 27                         | Mauri Vansevenant          | 52º                        |
| Alpecin-Deceuninck     | Alpecin-Deceuninck     | Alpecin-Deceuninck     | Red Bull-Bora-Hansgrohe | Red Bull-Bora-Hansgrohe | Red Bull-Bora-Hansgrohe | Team Visma-Lease a Bike    | Team Visma-Lease a Bike    | Team Visma-Lease a Bike    |
| Nº                     | Ciclista               | Clas.                  | Nº                      | Ciclista                | Clas.                   | Nº                         | Ciclista                   | Clas.                      |
| 31                     | Silvan Dillier         | 92º                    | 41                      | Aleksandr Vlasov        | 24º                     | 51                         | Matthew Brennan            | 79º                        |
| 32                     | Tobias Bayer           | 94º                    | 42                      | Alexander Hajek         | 73º                     | 52                         | Tijmen Graat               | 45º                        |
| 33                     | Ramses Debruyne        | 62º                    | 43                      | Jonas Koch              | R 2ª                    | 53                         | Menno Huising              | 70º                        |
| 34                     | Johan Price-Pejtersen  | 108º                   | 44                      | Filip Maciejuk          | 74º                     | 54                         | Daniel McLay               | R 2ª                       |
| 35                     | Oscar Riesebeek        | R 4ª                   | 45                      | Anton Palzer            | 43º                     | 55                         | Jørgen Nordhagen           | 13º                        |
| 36                     | Henri Uhlig            | R 2ª                   | 46                      | Matteo Sobrero          | R 3ª                    | 56                         | Loe van Belle              | R 4ª                       |
| 37                     | Stan Van Tricht        | R 2ª                   | 47                      | Ben Zwiehoff            | 75º                     | 57                         | Julien Vermote             | 107º                       |
| Team Jayco AlUla       | Team Jayco AlUla       | Team Jayco AlUla       | Intermarché-Wanty       | Intermarché-Wanty       | Intermarché-Wanty       | Lidl-Trek                  | Lidl-Trek                  | Lidl-Trek                  |
| Nº                     | Ciclista               | Clas.                  | Nº                      | Ciclista                | Clas.                   | Nº                         | Ciclista                   | Clas.                      |
| 61                     | Luke Plapp             | 72º                    | 71                      | Huub Artz               | R 4ª                    | 81                         | Juan Pedro López           | 7º                         |
| 62                     | Welay Berhe            | R 4ª                   | 72                      | Louis Barré             | 65º                     | 82                         | Julien Bernard             | 38º                        |
| 63                     | Eddie Dunbar           | 27º                    | 73                      | Kamiel Bonneu           | 37º                     | 83                         | Amanuel Gebreigzabhier     | 49º                        |
| 64                     | Anders Foldager        | NP 2ª                  | 74                      | Dries De Pooter         | 96º                     | 84                         | Lennard Kämna              | 61º                        |
| 65                     | Asbjørn Hellemose      | 20º                    | 75                      | Gerben Kuypers          | 58º                     | 85                         | Bauke Mollema              | 91º                        |
| 66                     | Chris Juul Jensen      | 48º                    | 76                      | Tom Paquot              | R 4ª                    | 86                         | Jacopo Mosca               | NP 5ª                      |
| 67                     | Campbell Stewart       | R 4ª                   | 77                      | Luca Van Boven          | NP P.                   | 87                         | Sam Oomen                  | 25º                        |
| Movistar Team          | Movistar Team          | Movistar Team          | EF Education-EasyPost   | EF Education-EasyPost   | EF Education-EasyPost   | Bahrain Victorious         | Bahrain Victorious         | Bahrain Victorious         |
| Nº                     | Ciclista               | Clas.                  | Nº                      | Ciclista                | Clas.                   | Nº                         | Ciclista                   | Clas.                      |
| 91                     | Javier Romo            | 10º                    | 101                     | Kasper Asgreen          | 84º                     | 111                        | Lenny Martinez             | 2º                         |
| 92                     | Jorge Arcas            | 67º                    | 102                     | Alex Baudin             | 33º                     | 112                        | Nicolò Buratti             | 100º                       |
| 93                     | Pablo Castrillo        | 51º                    | 103                     | Hugh Carthy             | 71º                     | 113                        | Kamil Gradek               | 80º                        |
| 94                     | Davide Cimolai         | 105º                   | 104                     | Lukas Nerurkar          | R 2ª                    | 114                        | Jack Haig                  | 18º                        |
| 95                     | Nelson Oliveira        | 76º                    | 105                     | Darren Rafferty         | 41º                     | 115                        | Mathijs Paasschens         | 57º                        |
| 96                     | Mathias Norsgaard      | 103º                   | 106                     | Archie Ryan             | 26º                     | 116                        | Finlay Pickering           | 44º                        |
| 97                     | Iván Romeo             | 35º                    | 107                     | James Shaw              | 50º                     | 117                        | Max van der Meulen         | 63º                        |
| Cofidis                | Cofidis                | Cofidis                | Team Picnic PostNL      | Team Picnic PostNL      | Team Picnic PostNL      | Groupama-FDJ               | Groupama-FDJ               | Groupama-FDJ               |
| Nº                     | Ciclista               | Clas.                  | Nº                      | Ciclista                | Clas.                   | Nº                         | Ciclista                   | Clas.                      |
| 121                    | Emanuel Buchmann       | 21º                    | 131                     | Oscar Onley             | 16º                     | 141                        | Clément Davy               | 99º                        |
| 122                    | Stanisław Aniołkowski  | R 2ª                   | 132                     | Pavel Bittner           | 87º                     | 142                        | Rémi Cavagna               | 77º                        |
| 123                    | Nicolas Debeaumarché   | NP 4ª                  | 133                     | Romain Combaud          | 98º                     | 143                        | David Gaudu                | 30º                        |
| 124                    | Jesús Herrada          | 54º                    | 134                     | Patrick Eddy            | 81º                     | 144                        | Lorenzo Germani            | 40º                        |
| 125                    | Ion Izagirre           | 22º                    | 135                     | Bjoern Koerdt           | 46º                     | 145                        | Stefan Küng                | 69º                        |
| 126                    | Oliver Knight          | 82º                    | 136                     | Gijs Leemreize          | 32º                     | 146                        | Enzo Paleni                | 83º                        |
| 127                    | Hugo Toumire           | R 3ª                   | 137                     | Timo Roosen             | 104º                    | 147                        | Rémy Rochas                | 36º                        |
| XDS Astana Team        | XDS Astana Team        | XDS Astana Team        | Arkéa-B&B Hotels        | Arkéa-B&B Hotels        | Arkéa-B&B Hotels        | Decathlon AG2R La Mondiale | Decathlon AG2R La Mondiale | Decathlon AG2R La Mondiale |
| Nº                     | Ciclista               | Clas.                  | Nº                      | Ciclista                | Clas.                   | Nº                         | Ciclista                   | Clas.                      |
| 151                    | Harold Tejada          | 14º                    | 161                     | Cristián Rodríguez      | 11º                     | 171                        | Aurélien Paret-Peintre     | 29º                        |
| 152                    | Alberto Bettiol        | 56º                    | 162                     | Amaury Capiot           | SQ 2ª                   | 172                        | Léo Bisiaux                | NP 1ª                      |
| 153                    | Clément Champoussin    | R 3ª                   | 163                     | Raúl García Pierna      | 39º                     | 173                        | Stefan Bissegger           | 102º                       |
| 154                    | Lorenzo Fortunato      | 4º                     | 164                     | Thibault Guernalec      | 60º                     | 174                        | Benoît Cosnefroy           | 86º                        |
| 155                    | Michele Gazzoli        | 97º                    | 165                     | Victor Guernalec        | 93º                     | 175                        | Callum Scotson             | 19º                        |
| 156                    | Sergio Higuita         | 17º                    | 166                     | Léandre Lozouet         | 106º                    | 176                        | Johannes Staune-Mittet     | 12º                        |
| 157                    | Anton Kuzmin           | R 3ª                   | 167                     | Clément Venturini       | 47º                     | 177                        | Andrea Vendrame            | NP P.                      |
| Tudor Pro Cycling Team | Tudor Pro Cycling Team | Tudor Pro Cycling Team | Lotto                   | Lotto                   | Lotto                   |                            |                            |                            |
| Nº                     | Ciclista               | Clas.                  | Nº                      | Ciclista                | Clas.                   |                            |                            |                            |
| 181                    | Mathys Rondel          | 9º                     | 191                     | Lennert Van Eetvelt     | 15º                     |                            |                            |                            |
| 182                    | Jacob Eriksson         | R 1ª                   | 192                     | Logan Currie            | 78º                     |                            |                            |                            |
| 183                    | Arthur Kluckers        | R 2ª                   | 193                     | Jarrad Drizners         | 90º                     |                            |                            |                            |
| 184                    | Seb Kolze Changizi     | 101º                   | 194                     | Milan Menten            | R 3ª                    |                            |                            |                            |
| 185                    | Joël Suter             | NP 1ª                  | 195                     | Eduardo Sepúlveda       | 31º                     |                            |                            |                            |
| 186                    | Roland Thalmann        | 53º                    | 196                     | Reuben Thompson         | 34º                     |                            |                            |                            |
| 187                    | Maikel Zijlaard        | R 3ª                   | 197                     | Jonas Gregaard          | 88º                     |                            |                            |                            |

### Legenda
| Legenda | Legenda | Legenda | Legenda                                                       |
| ------- | --- | ------- | ------------------------------------------------------------- |
| Nº      | Dorsale di partenza del ciclista | Clas.   | Posizione finale nella classifica generale                    |
|         | Indica il vincitore della classifica generale                                                                                        |         | Indica il vincitore della classifica scalatori                |
|         | Indica il vincitore della classifica a punti                                                                                         |         | Indica il vincitore della classifica dei giovani              |
| NP      | Indica un ciclista che non è ripartito in una tappa la mattina                                                                       | R       | Indica un ciclista che si è ritirato in una tappa             |
| FT      | Indica un ciclista che ha concluso una tappa fuori tempo, ossia ha impiegato più tempo rispetto a quanto stabilito dal tempo massimo | SQ      | Corridore squalificato per non aver rispettato il regolamento |